# Anthony Walker
Anthony Walker (San Antonio, 22 luglio 1993) è un cestista statunitense.